# Eremoleon longior
Eremoleon longior is een insect uit de familie van de mierenleeuwen (Myrmeleontidae), die tot de orde netvleugeligen (Neuroptera) behoort. 
Eremoleon longior is voor het eerst wetenschappelijk beschreven door Banks in 1938.